# Charles Bernard-Derosne
Charles François Bernard-Derosne, né à Paris le 16 août 1825 et mort le 1er décembre 1904 dans le 16e arrondissement de Paris, est un homme de lettres français.

## Biographie
Fils de Charles François Bernard, pharmacien, et d'Anna Maria Derosne, il est le petit-fils de Charles Derosne, fondateur de la Société Ch.Derosne et Cail. Il épouse Mademoiselle Judith en 1852.

## Œuvres
- La Fille de la pêcheuse, traduction du roman Fiskerjenten (no) de Bjørnson.
- Les Grandes Espérances, traduction du roman de Charles Dickens.